# Abraxas unisinuata
Abraxas unisinuata là một loài bướm đêm trong họ Geometridae.